# Kibenga (vattendrag i Burundi, Makamba)
Kibenga är ett vattendrag i Burundi.   Det ligger i provinsen Makamba, i den sydvästra delen av landet, 90 kilometer söder om huvudstaden Bujumbura.
Omgivningarna runt Kibenga är huvudsakligen savann. Runt Kibenga är det ganska tätbefolkat, med 214 invånare per kvadratkilometer.